# Pargana d'Alamnagar
Alamnagar fou una pargana del tahsil de Shahabad, al districte d'Hardoi, al Oudh, avui el mateix tahsil i districte a Uttar Pradesh.
El territori fou posseït pels thathera que en foren expulsats pels Gaur Kshattriyas que anaven cap a Kanauj; al mateix temps a una part de la regió s'havien establert els Nikumbhs i aquestos van compatir la zona amb els Gaur.
En temps d'Akbar el Gran, oposats als mogols, els Gaur foren expulsats pel nabab Sadar Jahan fundador de la família de Pihani Sayyids; una vegada aquestos en el poder van expulsar a poc a poc als Nikhumbs fins a la darrera vila, i van canviar de nom la Pargana a Alamnagar en honor d'Alamgir I (Aurangzeb). Cent anys després el governador nabab Asaf al-Dawla va retornar el territori en feu a Nikhumbs i Gaur, i en va apartar als Pahani Sayyid i Muhamdi Sayyids.
La superfície de la pargana era de 153 km² i la població (1881) de 18.892 habitants. La capital, Alamnagar tenia 542 habitants el 1881.

## Referència
Imperial Gazetteer of India